# NGC 3915
NGC 3915 (również IC 2963 lub PGC 36933) – galaktyka spiralna (S0-a), znajdująca się w gwiazdozbiorze Panny. Odkrył ją William Herschel 24 kwietnia 1784 roku. Baza SIMBAD i niektóre inne źródła jako NGC 3915 błędnie identyfikują galaktykę IC 738 (PGC 36895).